# Puchar Włoch w rugby union mężczyzn (2014/2015)
Puchar Włoch w rugby union mężczyzn (2014/2015) – dwudziesta siódma edycja Pucharu Włoch mężczyzn w rugby union, a piąta zorganizowana pod nazwą Trofeo Eccellenza. Zarządzane przez Federazione Italiana Rugby zawody odbywały się w dniach 19 października 2014 – 21 lutego 2015 roku.
Na arenę finałowego pojedynku związek wyznaczył Stadio XXV Aprile w Parmie, a triumfowali w nim zawodnicy Cammi Calvisano.

## System rozgrywek
Zgodnie z pierwotnym harmonogramem, podobnym do tego z poprzedniej edycji do zawodów miało przystąpić sześć zespołów najwyższej klasy rozgrywkowej, które w tym sezonie nie występowały w europejskich pucharach, podzielonych na dwie grupy. Rozgrywki miały być prowadzone w pierwszej fazie systemem kołowym według modelu dwurundowego w terminach, w których odbywały się mecze pucharowe, z awansem do finału zwycięzców grup. Z uwagi na odwołanie trzeciego poziomu europejskich rozgrywek zmodyfikowano także plan Trofeo Eccellenza – dziewięć uczestniczących drużyn zostało zatem podzielonych na trzy trzyzespołowe grupy, a rozgrywki prowadzone były w pierwszej fazie systemem kołowym. Do drugiej fazy rozgrywek awansowali zwycięzcy grup oraz zespół z drugiego miejsca z najlepszym bilansem, zaś zwycięzcy półfinałów na neutralnym stadionie rozegrali mecz o puchar kraju. Łącznie odbyło się zatem pięć kolejek.

## Faza grupowa

### Grupa A
| 18 października 201415:00 | I Cavalieri | 17:38(3:24) | Viadana | Stadio Enrico Chersoni, Prato Widzów: 400 |
| 18 października 201415:00 |             | 17:38(3:24) |         | Stadio Enrico Chersoni, Prato Widzów: 400 |

| 25 października 201415:00 | Viadana | 13:28(8:28) | Cammi Calvisano | Stadio Luigi Zaffanella, Viadana Widzów: 800 |
| 25 października 201415:00 |         | 13:28(8:28) |                 | Stadio Luigi Zaffanella, Viadana Widzów: 800 |

| 7 grudnia 201414:30 | Cammi Calvisano | 54:3(33:3) | I Cavalieri | Stadio San Michele, Calvisano Widzów: 800 |
| 7 grudnia 201414:30 |                 | 54:3(33:3) |             | Stadio San Michele, Calvisano Widzów: 800 |

### Grupa B
| 19 października 201416:00 | San Donà | 24:41(10:13) | Petrarca | Stadio Romolo Pacifici, San Donà di Piave Widzów: 600 |
| 19 października 201416:00 |          | 24:41(10:13) |          | Stadio Romolo Pacifici, San Donà di Piave Widzów: 600 |

| 26 października 201415:00 | Petrarca | 24:25(17:11) | Marchiol Mogliano | Centro Sportivo Memo Geremia, Padwa Widzów: 1250 |
| 26 października 201415:00 |          | 24:25(17:11) |                   | Centro Sportivo Memo Geremia, Padwa Widzów: 1250 |

| 7 grudnia 201415:00 | Marchiol Mogliano | 31:3(12:3) | San Donà | Stadio Maurizio Quaggia, Mogliano Veneto Widzów: 500 |
| 7 grudnia 201415:00 |                   | 31:3(12:3) |          | Stadio Maurizio Quaggia, Mogliano Veneto Widzów: 500 |

### Grupa C
| 18 października 201415:00 | SS Lazio | 10:22(0:10) | Fiamme Oro | Centro sportivo Giulio Onesti, Rzym Widzów: 700 |
| 18 października 201415:00 |          | 10:22(0:10) |            | Centro sportivo Giulio Onesti, Rzym Widzów: 700 |

| 25 października 201415:00 | Fiamme Oro | 53:14(25:7) | L’Aquila | Centro Sportivo Polizia di Stato, Rzym Widzów: 250 |
| 25 października 201415:00 |            | 53:14(25:7) |          | Centro Sportivo Polizia di Stato, Rzym Widzów: 250 |

| 7 grudnia 201415:00 | L’Aquila | 28:26(22:5) | SS Lazio | Stadio Tommaso Fattori, L’Aquila Widzów: 200 |
| 7 grudnia 201415:00 |          | 28:26(22:5) |          | Stadio Tommaso Fattori, L’Aquila Widzów: 200 |

## Faza pucharowa

### Drabinka
|  |                   |                   |                   |                   |    |                 |                 |       |
|  | Półfinał          | Półfinał          | Półfinał          |                   |    | Finał           | Finał           | Finał |
|  | Półfinał          | Półfinał          | Półfinał          |                   |    | Finał           | Finał           | Finał |
|  | 13 grudnia 2014   |                   |                   |                   |    |                 |                 |       |
|  |                   |                   |                   |                   |    |                 |                 |       |
|  | Cammi Calvisano   | Cammi Calvisano   | 25                |                   |    |                 |                 |       |
|  | Cammi Calvisano   | Cammi Calvisano   | 25                | 21 lutego 2015    |    |                 |                 |       |
|  | Petrarca          | Petrarca          | 0                 |                   |    |                 |                 |       |
|  | Petrarca          | Petrarca          | 0                 |                   |    | Cammi Calvisano | Cammi Calvisano | 28    |
|  | 13 grudnia 2014   |                   |                   |                   |    | Cammi Calvisano | Cammi Calvisano | 28    |
|  |                   |                   | Marchiol Mogliano | Marchiol Mogliano | 11 |                 |                 |       |
|  | Fiamme Oro        | Fiamme Oro        | Marchiol Mogliano | Marchiol Mogliano | 11 | 26              |                 |       |
|  | Fiamme Oro        | Fiamme Oro        |                   |                   |    |                 |                 |       |
|  | Marchiol Mogliano | Marchiol Mogliano | 27                |                   |    |                 |                 |       |
|  | Marchiol Mogliano | Marchiol Mogliano | 27                |                   |    |                 |                 |       |

### Półfinały
| 13 grudnia 201415:00 | Cammi Calvisano | 25:0(10:0) | Petrarca | Stadio San Michele, Calvisano Widzów: 700 |
| 13 grudnia 201415:00 |                 | 25:0(10:0) |          | Stadio San Michele, Calvisano Widzów: 700 |

| 13 grudnia 201415:00 | Fiamme Oro | 26:27(19:24) | Marchiol Mogliano | Centro Sportivo Polizia di Stato, Rzym Widzów: 400 |
| 13 grudnia 201415:00 |            | 26:27(19:24) |                   | Centro Sportivo Polizia di Stato, Rzym Widzów: 400 |

### Finał
| 21 lutego 201515:00 | Cammi Calvisano | 28:11(25:6) | Marchiol Mogliano | Stadio XXV Aprile, Parma Widzów: 700 |
| 21 lutego 201515:00 |                 | 28:11(25:6) |                   | Stadio XXV Aprile, Parma Widzów: 700 |